# The Prismatic World Tour
Die Prismatic World Tour war die dritte Konzert-Tournee der US-amerikanischen Sängerin Katy Perry, mit der sie ihr viertes Studioalbum Prism bewarb. Die Tour begann im Mai 2014 in Belfast, Nordirland und ging weiter nach Nordamerika. Von Juni bis Oktober wurde dort für jedes Ticket ein Dollar an UNICEF gespendet. Im Anschluss ging es nach Australien, Europa, Asien und zog sich bis Oktober 2015, wo sie in San José, Costa Rica ihr letztes Konzert gab.
Im Gegensatz zu ihrer California Dreams Tour gab es bei dieser Tour keine klare Geschichte, die erzählt wird. Dennoch wurde die Show in sieben thematische, sogenannte „Sections“ eingeteilt, welche sich an den Songs, den Kostümen und am Erscheinungsbild orientierten.
Die Tour war laut des Billboard Magazins die am fünftbesten besuchte Tournee auf der ganzen Welt, und die meistbesuchte Tour einer weiblichen Solokünstlerin. Alleine 2014 erreichte man Einnahmen in Höhe von 108 Millionen Dollar und mehr als 1 Million Besucher.
Die Promoter dieser Tour waren Live Nation, SJM Concerts, AEG, OCESA / Zignia Live und Dainty Group, der Direktor der Tour heißt Baz Halpin.

## Hintergrund und Entwicklung
Perry sprach das erste Mal über ihre Tour, während sie im Oktober 2013 bei der „We Can Survive“-Veranstaltung teilnahm, die bei der Hollywood Bowl stattfand. Dort ermutigte sie ihre Fans, zu ihrer Tour im nächsten Jahr zu kommen, welche – laut Perry – „magisch“ sein werde. Der Zeitschrift Entertainment Weekly erzählte sie:

„The tour is going to be fantastic. I always try to take it to the next level. I think people will realize what the tour is going to be like when they listen to the music. (Die Tour wird fantastisch. Ich versuche immer, alles auf den nächsten Level zu bringen. Ich denke die Leute werden realisieren, wie die Tour sein wird, wenn sie die Musik hören werden)“

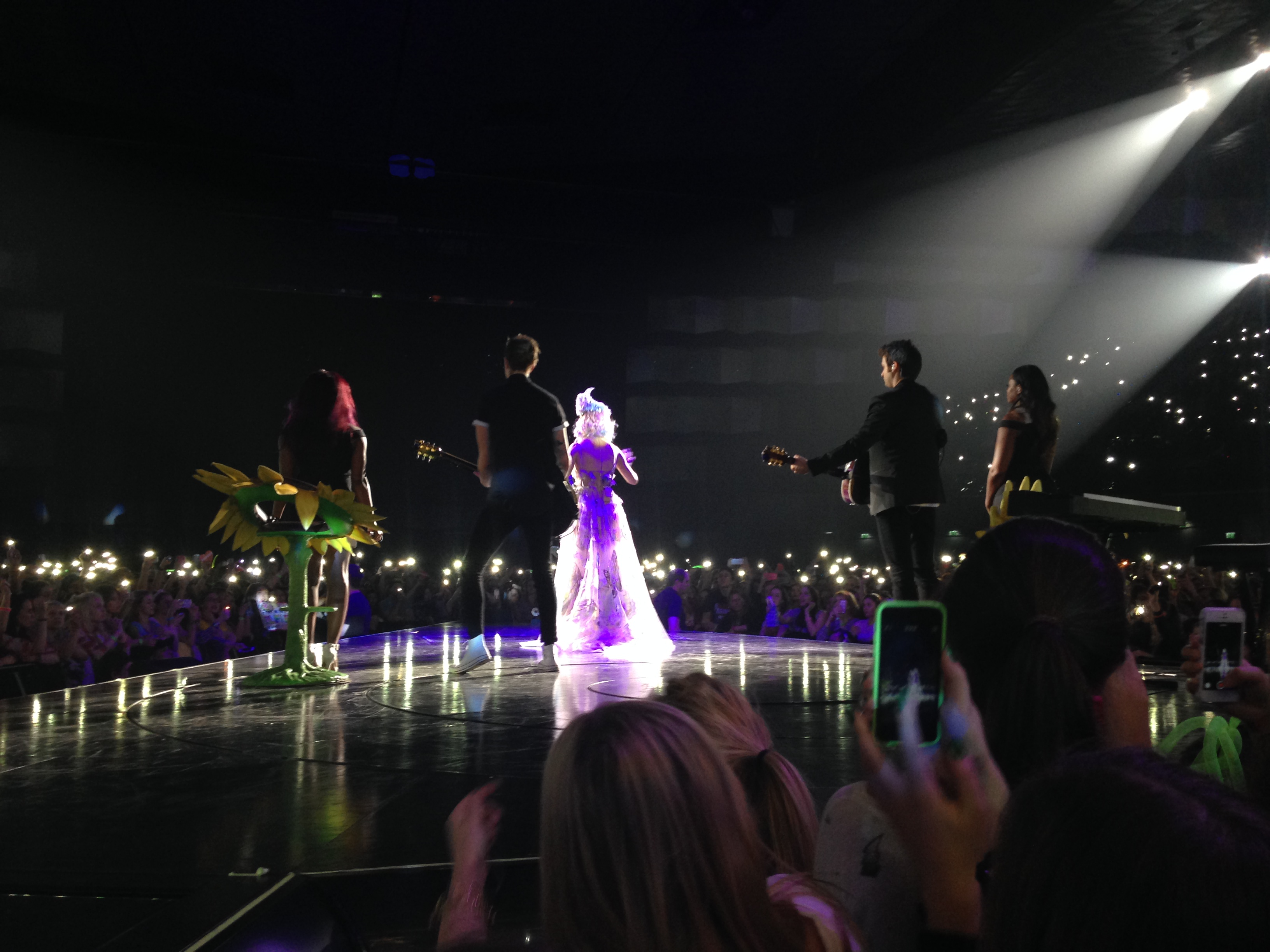
Katy Perry im Lichtermeer mit ihren Fans

Des Weiteren betonte sie, dass sie während der Konzerte „sehr nahe“ an den Fans sein werde. Neben ihrem Auftritt zu dem Lied Unconditionally ließ sie bei den MTV Europe Music Awards 2013 in Amsterdam ebenfalls verlautbaren, dass ihre Konzerte zwar weniger Cartoonbehaftet sein werden und die Süßigkeitenwelt ebenfalls nicht mehr existieren werde, aber dafür ein „Fest für die Augen“ sein werde.

„Ich werde zwar wieder den ganzen Schnickschnack auf Tour mitbringen, so wie bei meiner California Dreams Tour, aber es wird nicht mehr so viel erzählt, wie letztens. Ich will einfach ein bisschen mehr Raum haben, um mich selbst besser ausdrücken zu können… Ich bin schon sehr aufgeregt. Ich hatte gestern ein großes Tourmeeting und ich habe die Grafiken gesehen, die auf der Bühne gezeigt werden und es ist anders als ich es bei anderen Künstlern gesehen habe und anders, als ich es jemals gemacht habe. Es ist anders, frisch und es ist in der Mitte von den Zuschauern.“

Offiziell kündigte sie ihre Tour am 18. November via Twitter an, wo sie gleichzeitig auch die ersten Termine für Nordirland, Schottland und England als auch die Vorband (Icona Pop) bekanntgab. Demnach startete ihre Tour am 7. Mai 2014 in der Odyssey Arena in Belfast. Gemäß der offiziellen Presseaussendung wurde außerdem bekannt, dass ihre Show eine „facettenreiches Spektakel“ wird und einen sogenannten Bereich um die Bühne gibt, welche „The Reflection Section“ genannt wird. Dies ermögliche Katy – wie bereits erwähnt – näher an den Fans zu sein. Näheres zur Bühne wird weiter unten geschildert. Der zweite Abschnitt an Terminen – welcher Kanada, die Vereinigten Staaten und Mexiko betrifft, wurde zwei Monate später, am 15. Januar 2015 veröffentlicht. Ferras, welchen Perry als ersten Künstler bei ihrer selbst gegründeten Plattenfirma Metamorphosis Music aufgenommen hat, war die Vorband für alle nordamerikanischen Konzerte, als auch Capital Cities, Kacey Musgraves, das Duo Tegan and Sara und Becky G. Der dritte Abschnitt inkludierte Shows in Australien bzw. Ozeanien, wurde im Februar 2014 veröffentlicht. Betty Who übernahm vom 7. bis zum 28. November die Vorband, diese tauschte dann mit Tove Lo, die bis zum Ende der Ozeanientour dafür zuständig war. Der vierte Teil (Europa) wurde ebenfalls via Twitter angekündigt, jedoch erst am 2. Juni 2014. Die britische Sängerin Charli XCX wurde für alle Termine verpflichtet im europäischen Raum verpflichtet, welche sich von Februar bis März 2015 erstreckten.
Der asiatische Raum war zwischen April und Mai 2015 Schauplatz der Prismatic World Tour, allerdings von nur 12 Shows. Ferras kehrte als Vorband beim Konzert in Taipei zurück, während The Dolls für alle restlichen Konzerte zuständig waren. Am 7. April 2015 gab „The Dolls“ bekannt, dass sie die Vorband in Tokio, Makau, Manila, Jakarta, Singapur und Bangkok sein werden. Für die lateinamerikanischen Konzerte (dem letzten Teil ihrer Tour im September und Oktober 2015) wurden unter anderem Tinashe, AlunaGeorge, Gala Brie und Durazno verpflichtet.

## Kostüme
Bei der Prismatic World Tour gibt es sieben verschiedene Abschnitte, dementsprechend gab es auch viele unterschiedliche Kostüme, die sie während der Tour trug und auch veränderte. Nicht nur die Kostüme waren vielfältig, auch die Perücken wechselte sie je nach Abschnitt. Um den Fans vorab einen Einblick zu gewähren, stellte sie bei Instagram als Countdown zum ersten Konzert, jeden Tag einen neuen Entwurf eines ihrer Kostüme hoch. Namhafte Designer waren in diesem Prozess involviert, unter anderem Valentino, Roberto Cavalli und auch Moschino’s kreativer Leiter und Perrys bester Freund Jeremy Scott.
Ihr Anfangsoutfit wurde vom italienischen Designer Roberto Cavalli entworfen. Das silberne Outfit besteht aus einem Rock und einem Crop Top, beides in Spiegeloptik mit lichtbrechenden Elementen versehen. Sowohl das Oberteil (Halsausschnitt, Taille, Armen) als auch der Rock verfügen über Lichtelemente, welche über die gesamte Performance leuchten und die Farben verändern. Außerdem trug sie ihre Haare zu einem Pferdeschwanz gebunden mit zusätzlichen Extensions, welche ebenfalls mit den leuchtenden Elementen ausgestattet sind. Passende Glitzerschuhe und silberne, fingerlose Handschuhe bilden den Abschluss.
Das ägyptische Outfit wurde ebenfalls von einem Italiener entworfen, und zwar Fausto Puglisi. Sie trägt einen lila Leotard, auf dem unter anderem „Pharest of them all“ steht, ein Wortspiel auf das ägyptische Wort „Pharao“. Das gesamte Kostüm ist handbestickt und hauptsächlich in Lila, Gold und Glitzer gehalten und üppig dekoriert. So ist es auch mit handbestickten goldenen Elementen bestückt, es besitzt einen reichlich verzierten Kragen und einen kunstvoll verzierten gold-lila Rock, welcher während E.T. und I Kissed a Girl abnehmbar ist. Sie trägt lila Overknee Stiefel. Als Kopfschmuck trägt sie eine goldene Krone und eine blonde Perücke mit schwarzen Stirnfransen und schwarzen Enden.
Ihr Kostüm der „Cat-Oure“ wurde von The Blonds entworfen. Es ist ein pinker, glitzernder Leoparden-Leotard, komplettiert mit einem pinken Schwanz und einem dazupassenden pinken Plastikhut mit Katzenohren. Der Ausschnitt ist in der Farbe nude gehalten und mit reichlich Glitzersteinen ausgestattet. Das Outfit beinhaltet außerdem auch einen schimmernden Gürtel und einen Kragen, beides mit schimmernden Steinen dekoriert. In diesem Abschnitt trägt sie eine simple schwarze Perücke in der Länge eines Bob.
Bei ihrem akustischen Teil wurde Perry vom italienischen Designer Valentino ausgestattet, welcher für sie ein Kleid mit Schmetterlingen entworfen hat. Neben dem Kleid entwarf er auch noch einen Umhang samt Cape, welcher außen silber glitzert. Innen stellt der Oberleib die Flügel eines Schmetterlings dar, der Unterleib ist durchsichtig, jedoch ebenfalls mit Schmetterlingen bedruckt. Sie trägt dazu eine vielfarbige Perücke mit den Farben Pastellblau, Pink, Grün und Gelb.
Jeremy Scott, der kreative Direktor von Moschino, kreierte das Outfit für den „Throwback“-Abschnitt. Sie trägt einen gelb-schwarzen Smiley-BH, schwarze Leggings mit gelben Peace-Zeichen versehen und einen gelben Rock. In ausgewählten Städten sang sie „It Takes Two“, wo sie ein schwarz-weißes Shirt mit dem Yin-und-Yang-Zeichen trägt, als auch einen dazugehörigen Rock, welcher sich aufbläst, sobald Katy Perry mit der Plattform in die Höhe fährt und sich dreht. Es wurde entfernt von Katy Perrys engem Freund und Designer Johnny Wujek und Marco Marco entworfen. Das Yin-Yang-Kostüm wird entfernt und sie trägt nun zusätzlich noch eine gelbe Lederjacke mit einem Smiley auf der Rückseite und schwarzen Sonnenbrillen.
Der „Hyper Neon“-Abschnitt folgt, wo nicht bekannt ist, wer dieses Kostüm entworfen hat. Sie trägt einen Palmen-BH, dazu hüfthohe, bunte Unterwäsche. Über der Unterwäsche sind rundherum grüne Palmenblätter, sie trägt pinke Heels und pinken Strümpfen. Das Outfit leuchtet neonfarben.
Nachdem sich Katy Perry erneut umgezogen hat, trägt sie einen hautfarbenen Leotard über ihren ganzen Körper. Dieser wurde von Di$count Universe kreiert. Auf dem ganzen Körper enthält er – passend zum Song „Birthday“ – diverse Objekte, die im Zusammenhang mit Geburtstag stehen. So zieren unter anderem zwei Ballons ihre Oberweite, eine Schleife ihr Hinterteil, Glitter und Konfetti und ein „Happy Birthday“ ihren Rücken. Sowohl beim „Throwback“, als auch beim „Hyper Neon“-Abschnitt (inklusive Birthday) trägt Perry eine grüne Perücke, welche hinten zu zwei kleinen Knoten zusammengebunden ist.
Für die Zugabe war der Designer Todd Thomas verantwortlich. Er war auch schon für ihre Kostüme bei ihrer Performance der Victoria’s Secret Fashion Show 2010 zuständig. Sie kam auf ihn zurück und er entwarf ihr ein Kleid, passend zum Song Firework. Das Korsett, die Hose und die Schuhe sind in blauem Glitzer gehalten, das Korsett als auch die ellbogenlangen blauen Handschuhe zeigen ebenfalls Motive passend zum Lied. Zusätzlich trägt sie noch Kleid, welches an das Korsett angeschnallt ist. Auf der Innenseite ist es orange, während es auf der Vorderseite ebenfalls viele Feuerwerke zeigt. Zu ihrem Outfit trägt sie eine schwarze Perücke mit Glitzerelementen.

### Kostümwechsel

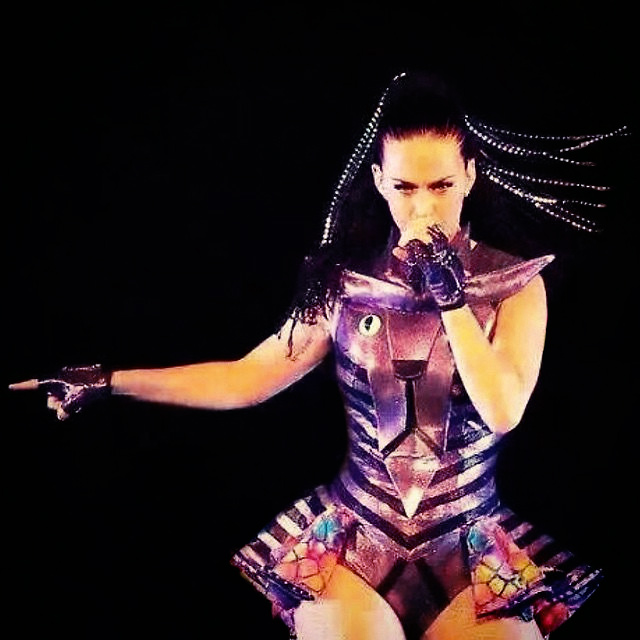
Katy Perry mit einem anderen Kostüm für den Eröffnungssong Roar

Am 14. Mai 2014 in Birmingham trug Perry statt des lila Outfits bei der Egyptian-Section ein rotes Outfit, welches dem lila Outfit ähnelt.
Während ihrer Konzerte in Asien hat sie diverse Kostüme gewechselt. Ob sie dies aus religiösen Gründen bezüglich des jeweiligen Landes geschehen ist oder zufällig, ist nicht bekannt. Jedenfalls wurde ihr Anfangsoutfit gegen ein metallisches, violettes Leotard-Outfit getauscht, welches mit einem Katzengesicht und leuchtenden Augen versehen wurde, violetten Overknee Stiefeln und vielfarbigen Dreiecken, die ebenfalls wie ihr vergangenes Outfit in der Dunkelheit geleuchtet haben.
In China trug sie bei der „Throwback“ und „Hyper Neon“-Section Minikleid mit bunten Farbklecksen versehen, welches aussieht, als wäre es gerade mit Farbe angeschossen worden. Außerdem änderte sie ihr Kleid bei der „Acoustic“-Section, welches fortan goldgrün war mit Sonnenblumen bei ihrer Oberweite versehen. Die Perücken blieben gleich.
In Lateinamerika tauschte sie die Outfits wieder gegen die alten aus.

## Ablauf
In den folgenden Abschnitten wird der Konzertablauf genau geschildert:

### Prismatic
Die Show beginnt mit aufkommenden neon-bekleideten Tänzern aus allen Ecken der Bühne mit Lichtelementen und Schwertern. Während der Song zu Roar immer mehr anstimmt, beginnen sich gewisse Bühnenteile in die Höhe zu bewegen, welche sich zu einer farbigen geschlossenen Pyramide formen. Perry steigt aus dem Unterboden dieser Pyramide auf und taucht auf, während die geschlossene Pyramide nach ihrem Erscheinen wieder sinkt. Dem Ende entgegen, wird der Saal dunkel und die Kostüme beginnen durch die Neonapplikationen bei den Tänzern als auch bei Katy Perry zu leuchten. Währenddessen springen alle mit Springschnüren (welche ebenfalls leuchten) und das Lied wird durch einen Tigerschrei beendet. Part of Me ist der nächste Song, gefolgt von einer Dubstep-Version zu Wide Awake, wo ein Dreieck aus dem Bühnenboden – mit Katy – in die Höhe rankt und mehrmals rotiert. Danach singt sie den Titel „This Moment“, der kurze Zeit später in „Love Me“ übergeht. Perry vollzieht den ersten Kostümwechsel.

### Egyptian

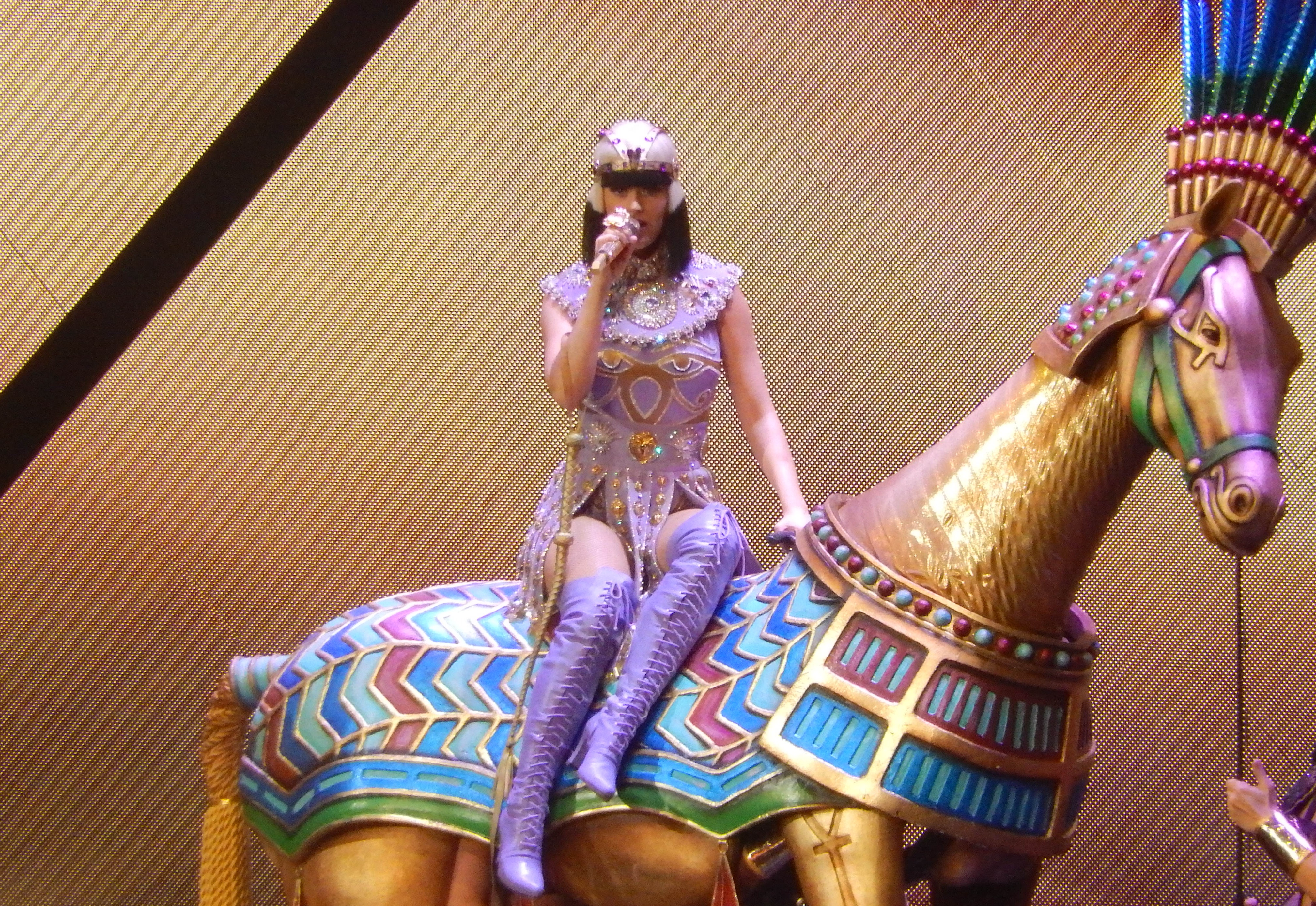
Katy Perry auf einem mechanischen Pferd zu Dark Horse

Zur Einstimmung des ägyptischen Abschnittes, wird ein Video eingespielt, wo Perry anfangs über die antike Kultur und die Sichtweise bezüglich der Sterne und der Galaxie spricht, bis schließlich der Weltraum verlassen wird und nach Ägypten geschwenkt wird, wo diverse Pyramiden zu sehen sind. Sie taucht auf einem mechanischen Pferd auf, sie selbst trägt ein ägyptisches Outfit und singt Dark Horse, bevor sie E.T. anstimmt. Bei E.T. erscheint ein Diamant-ähnliches Gerüst von der Luft herunter, das es Perry erlaubt, in der Luft zu schweben. „Legendary Lovers“ wird danach gespielt, ehe I Kissed a Girl den Abschluss bildet, wo – inspiriert von Peter Paul Rubens – mehrere (weibliche) Mumien mit großen Lippen, großen Brüsten und einem großen Hinterteil zwischen Perry tanzen, was – unbestätigt – möglicherweise eine Anspielung auf diverse Prominente mit (zu) viel Botox und Silikon sein soll. Die Mumien tanzen weiter, während Katy Perry sich erneut umzieht. Die Gitarristen schweben mit ihren Gitarren in der Luft, welche kurzzeitig – mit Pyrotechnik versehen – wie ein Feuerwerk sprühen.

### Cat-Oure

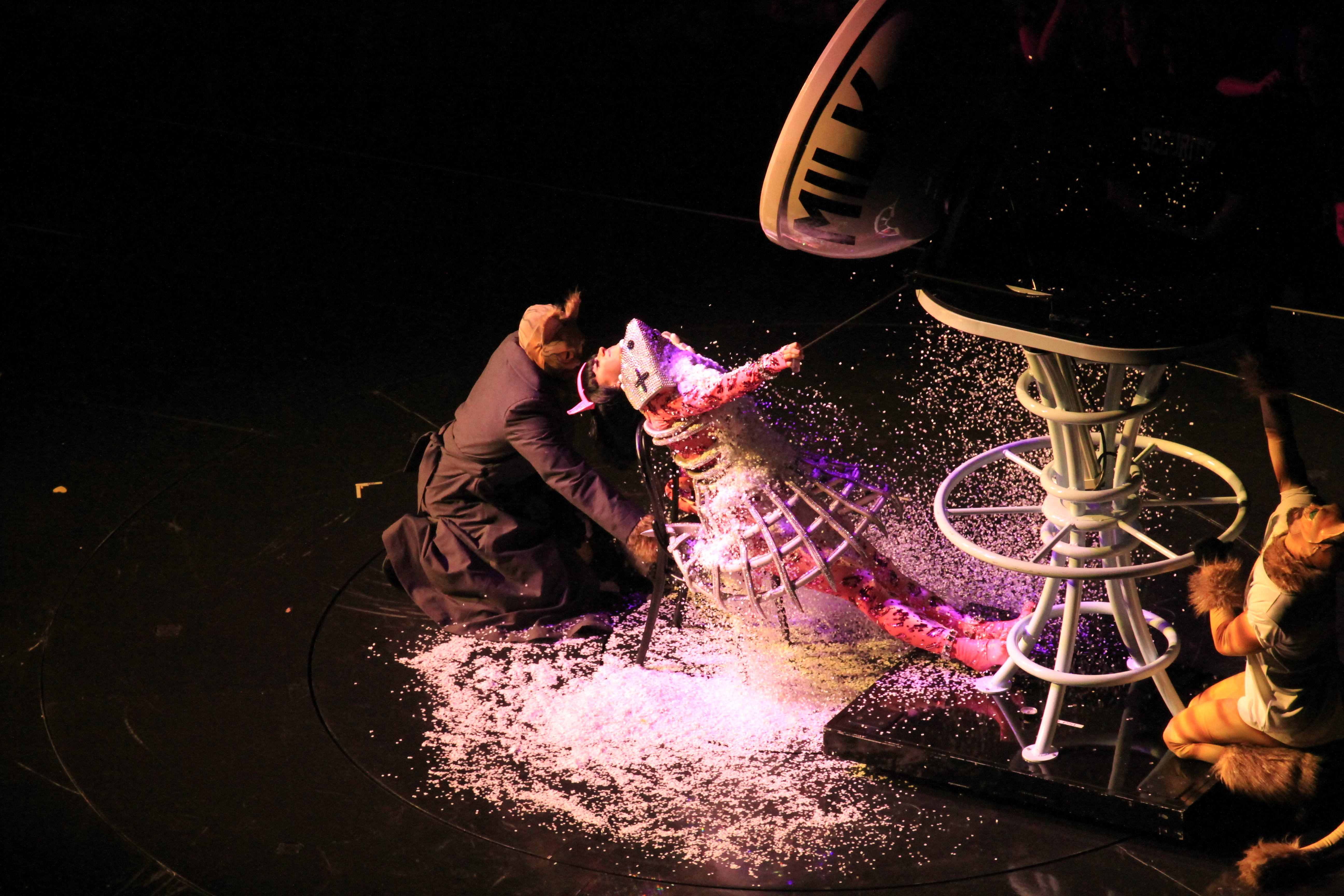
Katy Perry bei der Katzen-Modenschau

Eine weitere Videoeinspielung wird gezeigt, wo eine Katze von den Pyramiden von Gizeh direkt zu „Kittywood“ (Anspielung auf Hollywood) geschossen wird, wo diese – auf überspitze Art und Weiße – diversen Aktivitäten mit Gleichgesinnten nachgeht (Kauf von Schuhe, Katzenparty etc.). Perry ist ein großer Katzenfan und probiert, bei jeder Tour etwas mit Katzen in Verbindung bringen zu können. Am Ende dieses Videos gehen sämtliche Katzen in das Theater, um eine Performance von „Kitty Purry“ anzusehen. Sie erscheint auf einem großen Wollball in einem knallrosa Catsuit in Begleitung mit ihren Tänzern, welche ebenfalls wie Katzen gekleidet sind. Perry interpretiert Hot n Cold ion einer Jazz-Version, bevor Perry „International Smile“ singt. Im Anschluss beginnt Madonna’s Vogue, wo Perry zwar nicht singt, aber gemeinsam mit ihren Tänzern auf einer Seite des Laufsteges eine Art Modenschau mit diversen Katzengegenständen macht, ehe sie mit International Smile die Bühne verlässt und sich erneut umzieht. Währenddessen wird eine Szene zweier Tänzer gezeigt, wo die Katze eine Maus jagt.

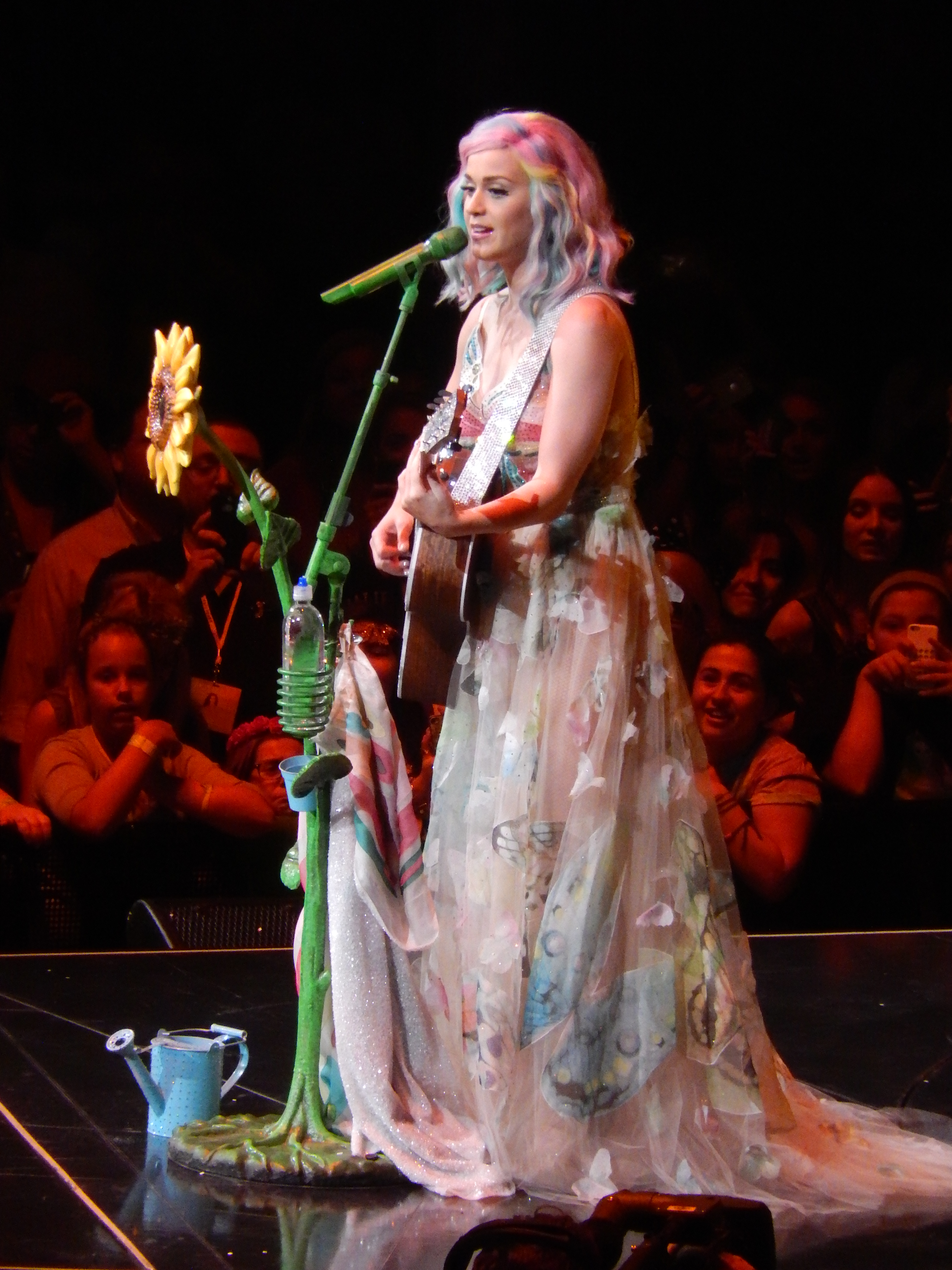
Perry während des akustischen Teils

### Acoustic
Bevor sie die Bühne betritt, wird instrumental „By The Grace Of God“ angestimmt, während sich eine große Sonnenblume von oben herab öffnet, welche die gesamte „Reflection Section“ überspannt. Sie betritt erneut die Bühne in einem Schmetterlingskleid mit Umhang und nimmt sich Zeit für ihre Fans. In diesem Abschnitt redet sie anfangs oft frei über diverse Themen, über den Ort des Konzertes, ihr Privatleben und kommuniziert mit den Fans in Form von Selfies oder Sprachkursen (z. B. „Was heißt ‚…‘ auf …“) und bringt den ein oder anderen Fan auch auf die Bühne. Danach gelangt sie zum Ende der Bühne, welches mit vielen Blumen, Gießkannen und einem Mikrofonständer als Sonnenblume geschmückt ist. In weiterer Folge singt sie diverse Songs nur mit Gitarre und den Backgroundsängerinnen, unter anderem ein Mix aus „Thinking Of You“ und The One That Got Away, Unconditionally und „By The Grace of God“. Dies ist ihr erster Song, welchen sie nach der Scheidung von sich und Russel Brand geschrieben hat, deshalb ist es auch einer ihrer – wie sie selbst sagt – „persönlichsten und emotionalsten“ Songs. Sie zieht sich zurück.

### Throw Back
Um die Zeit erneut zu überbrücken, ist anfangs dieses Abschnittes eine „Megamix Dance Party“, welche die Tänzer performen. Dies ist ein Mix von diversen Songs von Katy Perry. Kurze Zeit später erscheint Perry selbst und singt „Walking On Air“, wo sie – passend zum Titel – mit Seilen in der Luft schwebt. In ausgewählten Städten singt sie auch „It Takes Two“ wo sie sich in ein riesiges Yin-Yang-Kostüm wirft. Ein Mash-up von Last Friday Night und „This Is How We Do“ bildet den Abschluss dieser Section, bei denen Perry und die Tänzer mit einem aufblasbaren Auto um die gesamte Bühne fahren und Luftballons in Emoji-Gestalt um die Halle verteilt sind.

### Hyper Neon

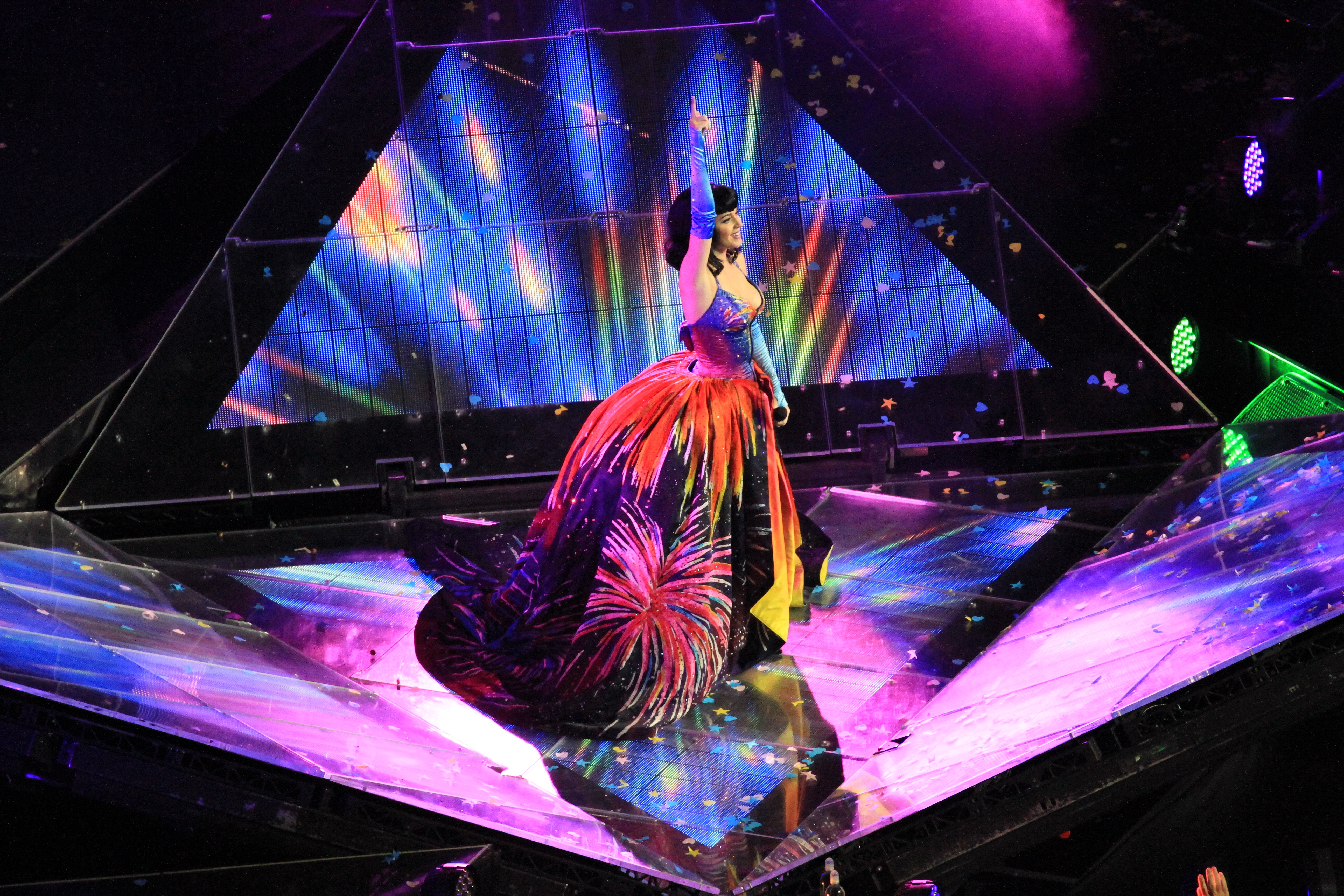
Sie beendet die Show mit Firework

Beim letzten Abschnitt vor der Zugabe ist anfangs ein Video eingebaut, welches Katy Perry als Geisteskranke in einer dreieckigen Gummizelle zeigt und auf und ab springt. Danach wird sie mit Farbe von allen Richtungen angespritzt wird. Die Lichter gehen aus in der Zelle und die Farben leuchten in der Dunkelheit, bevor sie in einen pinken Pool springt. Sie erscheint leicht- und neonfarben bekleidet auf der Bühne, um Teenage Dream zu singen. Im Anschluss singt sie schließlich California Gurls, wo die Tänzer im Hintergrund diverse Buchstaben herumbewegen, um irgendwann das Hollywood Sign nachzustellen. Sie verlässt die Bühne, bevor sie vom Bühnenboden wieder auftaucht, um im bunten Einteiler (dem sogenannten „Birthday Suit“) den Song „Birthday“ zu singen. Während der Performance, bringt Perry einen Fan auf die Bühne, wessen Geburtstag knapp am Konzerttag ist beziehungsweise war. Dieser Fan sitzt dann am Thron einer rotierenden Geburtstagstorte. Zum Schluss fliegt Perry mit Ballons durch die Arena, während Konfetti und zusätzliche Ballons den Abschluss bilden, ehe sie die Bühne wieder verlässt.

### Zugabe
Für die Zugabe dient eine sogenannte „Prism-Vision“ als Lückenfüller, welche die Besucher dazu auffordert, die dazugehörige Brille, die sie davor bereits bekommen, aufzusetzen, um die zusätzliche Regenbogen-Diffraktion durch die Brillen verstärkt zu sehen, während Katy Perry auftritt. Passend zum allerletzten Song des Konzertes, Firework, trägt sie ein pompöses Kleid mit Feuerwerkmotiven. Während des Songs, explodieren diverse Feuerwerkskörper und Pyrotechnik. Perry beendet die Show wie sie sie angefangen hat: Sie steht auf dem Punkt, wo sich die Bühnenteile nun wieder in die Höhe bewegen, sich zu einer Pyramide formt und Perry verschwindet. Die Show ist beendet.

## Bühne
Einen Tag vor dem Vorverkauf gab Perry ihren Fans via Twitter einen ersten Einblick, wie die Bühne der Prismatic World Tour aussehen wird. Die Dreiecksform kam bei dieser Tour sehr stark zum Zug. Die Bühne dieser Tour ist demnach wie ein Dreieck geformt, auch der Bildschirm im Hintergrund passt sich dieser Form an. Innerhalb dieses Dreiecks gibt es die sogenannte „Reflection Section“, welche es ausgewählten Fans (bei den dementsprechenden Tickets) ermöglicht, noch näher am Geschehen dabei zu sein. Dabei sind sie nur durch eine Absperrung von Perry und ihren Tänzern getrennt und können die Bühne sogar berühren. Die Laufstege des Dreiecks sind links und rechts bis zu einer gewissen Länge mit einem sogenannten Rollband versehen, womit interagiert werden kann. In der Mitte der eigentlichen Bühne gibt es drei weitere beleuchtete Dreiecke, welche sich nach oben bewegen können, die in weiterer Folge – wie bereits erwähnt – wie eine Pyramide aussehen. Der Unterboden ist ebenfalls nach unten verschiebbar, welchen Katy Perry nutzt, um in die Halle aufzutauchen und auch wieder zu verschwinden. Rechts von diesen Dreiecken gibt es ebenfalls einen Aufzug, welchen sie für diverse Kostümwechsel nimmt. Dieser ist ebenfalls auch an der Spitze des Dreiecks zu finden, was zugleich auch das Ende der Bühne ist. Des Weiteren ist dort auch eine runde Drehscheibe eingebaut, welche es den Artisten ermöglicht, sich im Kreis zu drehen. Diese Drehscheibe wird vor allem im ägyptischen Teil, speziell bei Dark Horse eingesetzt. Außerdem ist das Bühnendreieck außen beleuchtet. Die Band als auch die Background-Sängerinnen stehen vor der großen Dreiecks-Leinwand, als zusätzliche Requisiten dienten ein Dreiecks-Gerüst ebenfalls direkt vor der Leinwand und eine kristallartige Form, womit sie sich in die Höhe schwingen konnte.

## Aufzeichnungen und Fernsehübertragungen der Tour
Perrys aufgezeichnete „Birthday“-Performance von ihrer Show in Newcastle wurde live während der Billboard Music Awards 2014 am 18. Mai 2014 gesendet. Am 25. Mai 2014 gab sie ein Konzert für BBC Radio 1’s Big Weekend, welches live auf deren Website live empfangbar war. Eine Liveversion von „Legends Never Die“, gesungen von Ferras in Begleitung von Katy Perry, welche im Staples Center aufgenommen wurde, wurde bei YouTube hochgeladen.
Es wurde bekannt, dass die letzten beiden Shows in Sydney am 12. und 13. Dezember mitgefilmt werden, welche als Filmmaterial für einen Konzertfilm von Perry genutzt werden. Am 28. März 2015 wurde der 2-stündige Konzertmitschnitt schließlich beim Fernsehsender Epix ausgestrahlt. Bei einem exklusiven Epix-Q&A für den Film, verkündete Perry, dass es von der Tour ebenfalls auch eine DVD geben wird, wo sie davor jedoch noch eine Dinge dafür ändern müsse. Netflix hat das Konzert am 26. Juni 2015 zum Streaming Service hinzugefügt. Der Konzertfilm wurde am 30. Oktober 2015 für DVD und Blu-Ray veröffentlicht. Beide Formate beinhalten neben dem Konzert außerdem 30-minütiges Extras. Ihr Konzert beim Rock-in-Rio-Festival am 27. September 2015 wurde in Brasilien bei diversen Fernsehsender live übertragen, als auch international im Internet abrufbar gemacht.

## Verkauf

### Ticketverkauf
Der erste Abschnitt der Tour (England, Schottland, Nordirland) erreichte eine sehr hohe Nachfrage, weshalb zusätzliche Shows in Belfast, Glasgow und London innerhalb weniger Stunden nachdem der eigentliche Kartenverkauf gestartet hat, angekündigt wurden. Wenig später, wurden weitere Konzerte in Manchester und Birmingham angekündigt. Auch in den Vereinigten Staaten und in Kanada wurden zusätzliche Konzerte angekündigt. Aufgrund der enormen Nachfrage beim Vorverkauf, hat Perry mehr Konzerte in Australien, vor allem in Melbourne, Sydney und Brisbane, angekündigt und diese bis in den Dezember verlängert.

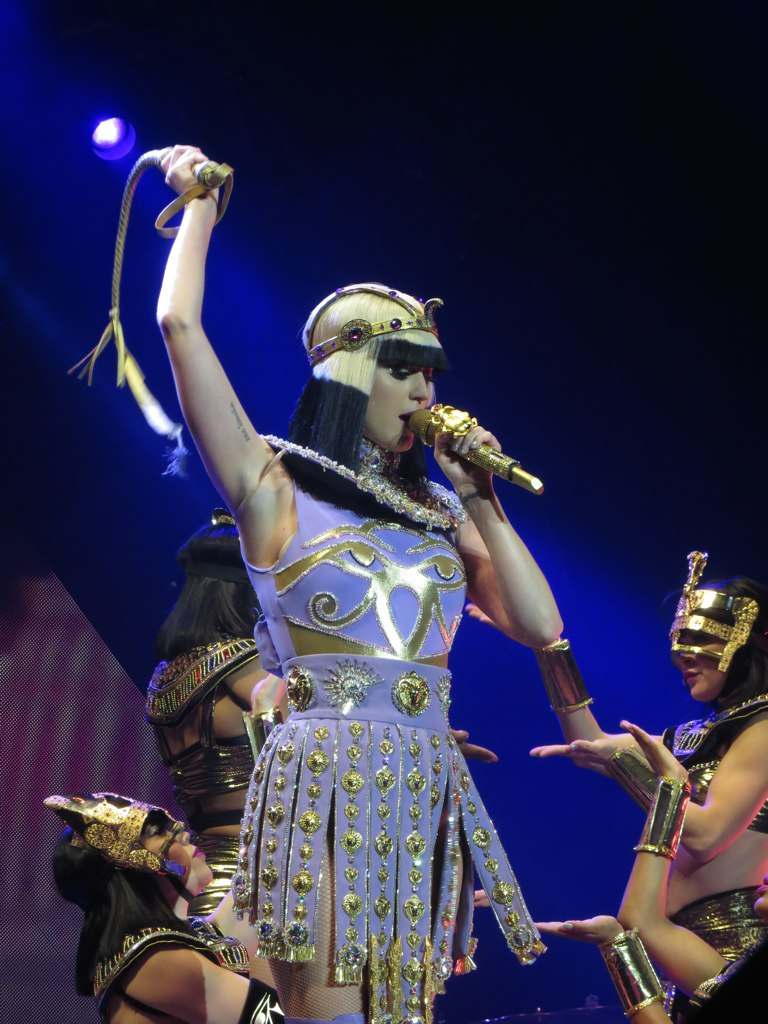
Perry während des akustischen Teils

Jesse Lawrence von Forbes hat berichtet, dass die Tickets beim nordamerikanischen Teilabschnitt der Tour durchschnittlich 252 Dollar (zirka 228 Euro) beim sekundären Markt kostet. Des Weiteren analysierte er, dass die Tickets von Perrys Prismatic World Tour wesentlich teurer sind als die ihrer Kollegen, wie Beyoncé und Lady Gaga. Im Wortlaut zitiert er:

„with Prismatic holding one of the highest tour average prices of the summer, the secondary market won’t have many dates dropping below a $200 average price. (Aufgrund der Tatsache, dass die Prismatic World Tour eines der Touren ist, wo die durchschnittlich höchsten Preise verlangt werden, wird es für den sekundären Markt schwer sein, Shows zu finden, wo der durchschnittliche Preis unter 200 Dollar liegt)“

Bei der eingeführten „Mid Year Top 100 Worldwide Tours list“ von Pollstar, welche im Juli 2014 veröffentlicht wurde und alle Tourdaten bis zu dem Tag gezählt wurden, platzierte sich Perry’s nun schon dritte Tour auf den 26. Platz, wo 22 Millionen Dollar eingespielt wurden, als auch 249.716 Tickets für bis dahin 22 verkaufte Shows. Die Prismatic World Tour hat die Spitze der wöchentlichen Billboard Charts Hot Tours in der Woche des 18. September erreicht. Die Tour toppte die Charts mit 31 Millionen Dollar beim Ticketverkauf bei 21 amerikanischen Konzerten, welche in einer Spanne von zwei Monaten eingenommen wurden.
Die Tour hat den Rekord für den größten Ticketverkauf der Allphones Arena getoppt, wo insgesamt 89.500 Tickets für sechs Konzerte verkauft wurden. Paul Dainty von Dainty Group, die Promoter des australischen Teilabschnitten, sagte „We could have added another dozen shows everywhere easily.“ (Wir hätten noch viele weitere Shows überall locker hinzufügen können).

### Einspielergebnis
Die Prismatic World Tour war ein internationaler Erfolg und bis dato Perrys erfolgreichste Tour. Die Tour war die zweit-umsatzstärkste Tour und die umsatzstärkste, geführt von einer weiblichen Künstlerin, in Nordamerika bei durchschnittlichen Einspielergebnissen pro Stadt im Jahre 2014. Laut Pollstar war diese Tour die am viert-besten verkaufte Tour auf der ganzen Welt, und die best-verkaufte bei einer weiblichen Künstlerin im Jahre 2014, mit einem Einspielergebnis von 153 Millionen Dollar und 1.407.972 Besuchern. Sehr erfolgreich was sie vor allem in Nordamerika, wo sie die am 25. meistverkaufte Tour aller Zeiten wurde, mit Umsätzen bis zu 94,3 Millionen Dollar. Damit wurde es die dritt-bestverkaufte Tour in Nordamerika 2014. Außerdem war Perrys Tour auch in Australien ein großer Erfolg, wo sie 350.000 Tickets quer über das ganze Land verkauft hat und den Anwesenheitsrekord der Allphones Arena, mit mehr als 89.000 Tickets alleine in dieser Arena, gebrochen hat. Der Erfolg blieb auch 2015 ein riesiger Erfolg. Die 2015 Mid-Year Top 100 Worldwide Tour list von Pollstar verkündete die Prismatic World Tour als die Tour mit dem 23. höchsten Einspielergebnis, mit insgesamt 25,8 Millionen Dollar von 35 Shows und 373.133 Besuchern. In einem Halbjahresbericht von Pollstar wurde der Wert angepasst, da die Prismatic World Tour 35,7 Millionen Dollar bei 35 internationalen Konzerten in der ersten Jahreshälfte, anstatt 25,8 Millionen Dollar eingenommen hat. Auf der anderen Seite hat Billboard eine Woche später verkündet, dass die Prismatic World Tour über 41,7 Millionen Dollar bei 27 Konzerten in der ersten Jahreshälfte 2015 eingenommen hat.
Perrys Performance in der Rod Laver Arena in Melbourne klassierte sich auf den elften Rang der Pollstar’s 2014 Top Year End International Boxoffice list. Bei den 2014 Billboard Touring Awards gewann die Tour den Preis für „Top Package“ und war außerdem auch nominiert für die Kategorie „Concert Marketing & Promotion“. Perry war außerdem die am siebent meist-gesuchte Künstlerin bei Ticketmaster im Jahre 2014.

## Kritiken

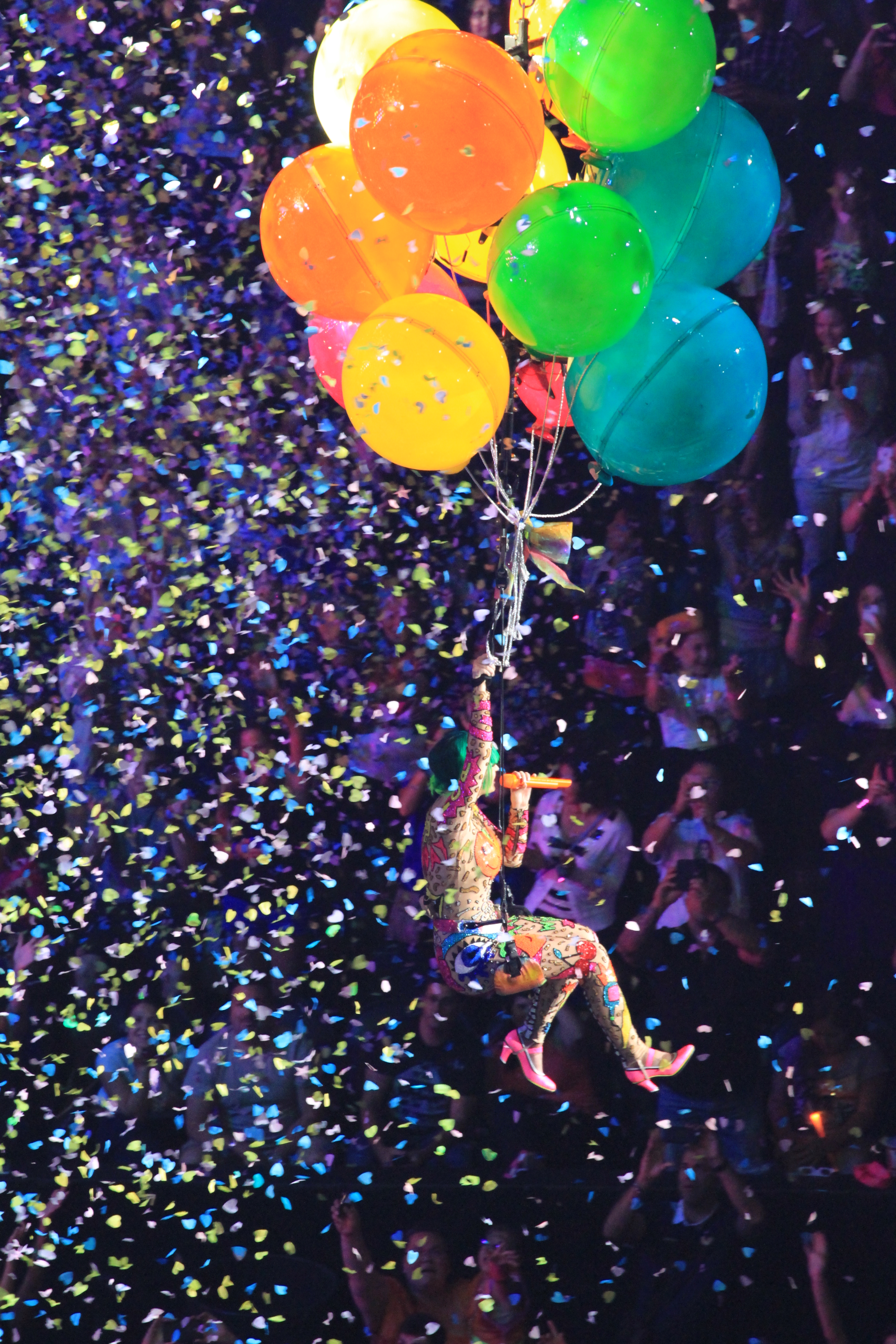
Während des Songs Birthday schwebt sie in der Luft

Die Tour hat gute bis sehr gute Kritiken erhalten. Colin Stutz vom Billboard Magazin hat die Show in Belfast als „Spektakel an Kostümen und Farben“ genannt. Emilee Lindner von MTV News fühlte, dass Perry ihr „Versprechen“, das Konzert zu einem „Fest für die Augen und für Instagram“ zu machen, vollkommen ausgelebt hat und bemerkte den wiederkehrenden Katzenabschnitt in der Show. Mike Wass von der Website Idolator lobte die Kostüme und titulierte das Konzert als „candy-colored visual extravaganza“. Matteh Magee vom The Daily Telegraph sah sich eine der Shows in Glasgow an und verlieh der Tour vier von fünf erreichbaren Sternen. Er gab an, dass Perry „eine natürliche Verbindung zu ihrem Publikum aufgebaut hat, wo ihre Kollegen dafür sterben würden.“ Richard Clayton von der englischen Wirtschaftszeitung Financial Times gab dem Konzert eine exzellente Beurteilung, indem er fünf von fünf Sternen verlieh. Er beschrieb das Konzert als „klangtechnisch irre gut, visuell spektakulär und fun, fun, fun.“ Daisy Watt von der Tageszeitung The Independent kritisierte Perrys Gesang und Bühnenpräsenz und verlieh daher drei von fünf Sternen. Mark Sutherland von der Zeitschrift Rolling Stone lobte die Tour und nannte beschrieb sie als „laut, grell, übertrieben und niemals weniger als wahnsinnig unterhaltsam“. Zugleich ist es für ihn eine „Show, wo Netzhäute zerstört werden und jeden umhaut“.
Jem Aswad von der US-amerikanischen Wochenzeitung The Village Voice sah sich die Madison Square Garden-Show an und ist der Meinung:

„Besser als: Jedes andere Multimillionen Dollar-Konzert, was ich bisher gesehen habe. Die Prismatic World Tour ist, für all die Kosten und atomspaltende Technologie, vor allem spaßig, klug und es erfreut das Publikum. Und ich kaufe das mehr ab, als wie ein zu ernst genommener Bombast, welcher normalerweise Shows dieser Skala an jedem anderen Tag der Woche begleitet.“

Nate Chinen von der The New York Times gab derselben Show eine gemischte Beurteilung. Er sagte, die „Musik war dem Spektakel untergeordnet“, obwohl er das Konzert als ein „Spektakel von Pop Idol-Proportionen“ titulierte. Pitchfork Media's Lindsay Zoladz kommentierte eines der Konzerte im New Yorker Barclays Center folgendermaßen:

„Ich dachte über das Konzert genauso wie ich über Katy Perry insgesamt denke: Sie wirft mit allem, was sie an der Wand hat, ab und zu ist es ein Volltreffer“

Drei andere Journalisten von der Pitchfork-Website gaben der Show eine gemischte Beurteilung ab. Jason Lipshutz von Billboard beurteilte dieselbe Show positiv. Er sagte: „Der Superstar ist in Bestform, und Prismatics Brooklyn Debüt schien hell.“ August Brown von der Los Angeles Times gab der Tour eine allgemein positive Kritik:

„Die Show im Honda Center hat bewiesen, dass Perrys eine Persönlichkeit eine bleibende ist, aber ein paar Schnitzer kamen in die Präsentation“

Michael Roffman von Consequence of Sound benannte Perry als eine der Top Live Acts des Jahres 2014 und fügte hinzu, dass die Prismatic World Tour „ähnlich die des späten King und der immer noch abliefernden Queen of Pop – Michael Jackson und Madonna – sei, beziehungsweise – Perry kreiert ein unvergessliches Event für ihre Legionen an Fans.“

### Auszeichnungen
| Jahr | Auszeichnung                    | Kategorie                           | Ergebnis  |
| ---- | ------------------------------- | ----------------------------------- | --------- |
| 2014 | Teen Choice Awards              | Choice Music: Choice Summer Tour    | Nominiert |
| 2014 | Billboard Mid-Year Music Awards | Best Tour                           | Nominiert |
| 2014 | TEC Awards                      | Tour / Event Sound Production       | Nominiert |
| 2014 | Billboard Touring Awards        | Concert Marketing & Promotion Award | Nominiert |
| 2014 | Billboard Touring Awards        | Top Package                         | Gewonnen  |
| 2014 | Capital Loves Awards            | Best Live Show                      | Nominiert |
| 2015 | Pollstar Awards                 | Major Tour Of The Year              | Nominiert |
| 2015 | Pollstar Awards                 | Most Creative Stage Production      | Gewonnen  |

## Setlist
“Prismatic”
1. „Roar“
2. „Part of Me“
3. „Wide Awake“
4. „This Moment“ / „Love Me“

„Egyptian“
1. „Dark Horse“
2. „E.T.“
3. „Legendary Lovers“
4. „I Kissed a Girl“

„Cat-Oure“
1. „Hot n Cold“
2. „International Smile“ / „Vogue“

„Acoustic“
1. „By the Grace of God“

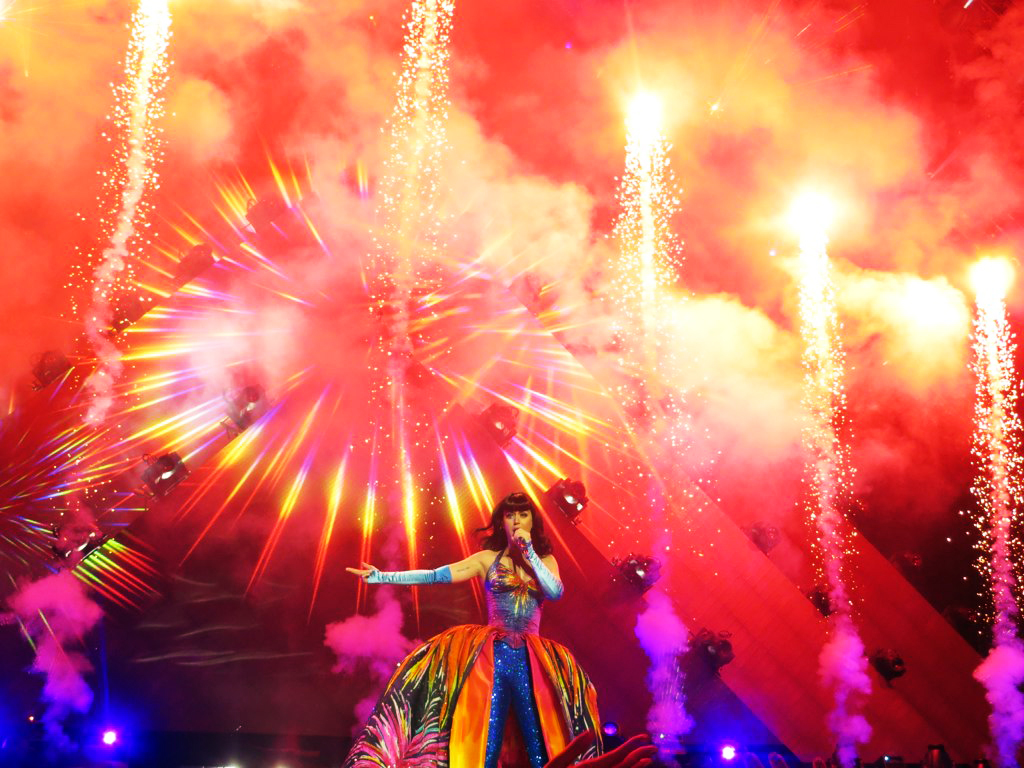
Perry beim letzten Song mit viel Feuerwerk

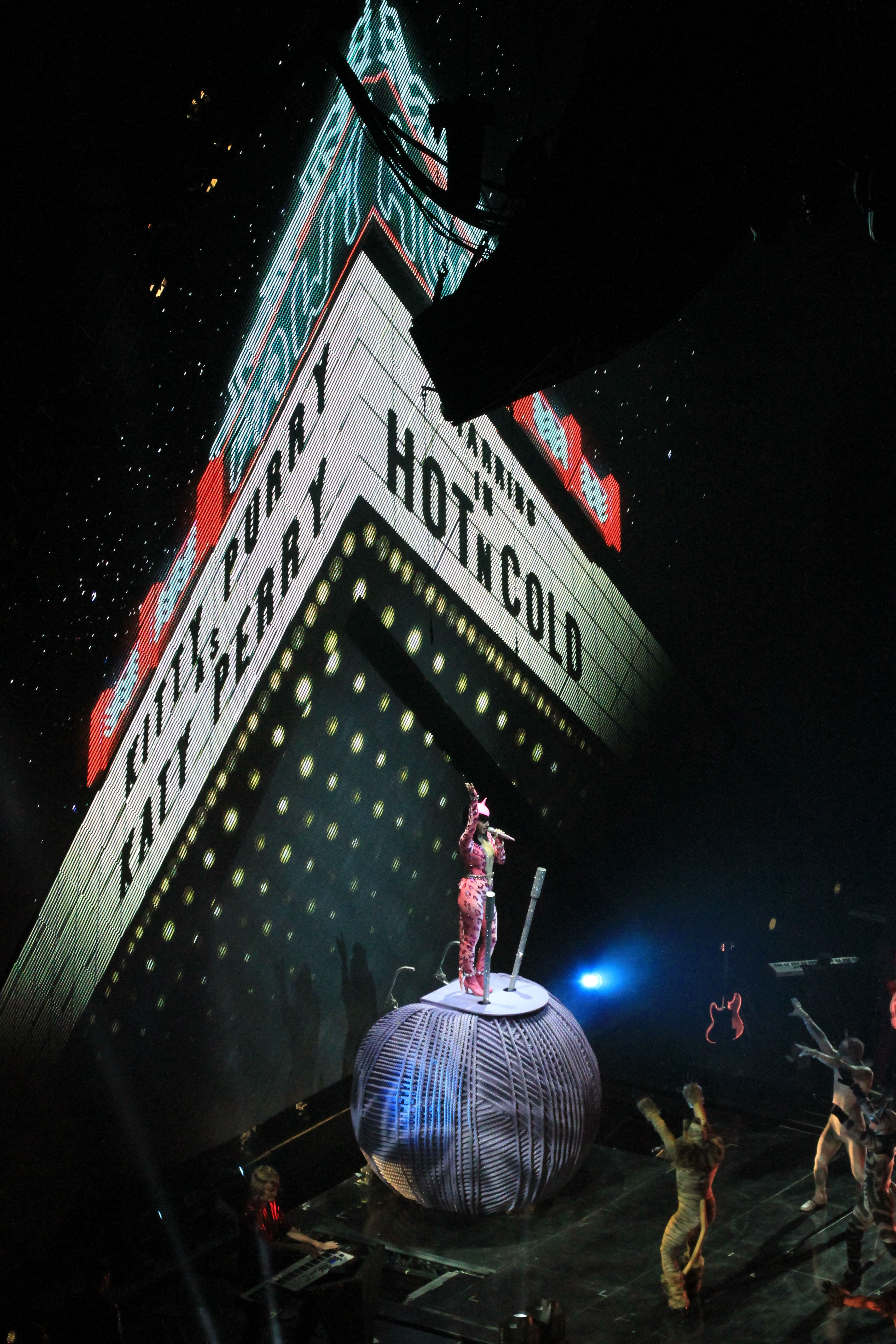
Während der Jazzversion zu Hot n Cold auf einem Wollknäuel

2. „The One That Got Away“ / „Thinking of You“
3. „Unconditionally“

„Throw Back“
1. „Walking on Air“
2. „It Takes Two“ (nur in ausgewählten Städten gesungen)
3. „This Is How We Do“ / „Last Friday Night (T.G.I.F.)“

„Hyper Neon“
1. „Teenage Dream“
2. „California Gurls“
3. „Birthday“

„Zugabe“
1. „Firework“

Anmerkungen
- Bei ausgewählten Konzerten in England, hat Perry den Song „Double Rainbow“ vor „Unconditionally“ gesungen[45]
- Bei ausgewählten Konzerten in Nordamerika sang Perry den Song „Legends Never Die“ gemeinsam mit Ferras vor „Unconditionally“[63]
- Bei den Konzerten in Puerto Rico sowie in Asien und Brasilien sang sie aufgrund der veränderten, kleineren Bühnenstruktur und den dort eingeschränkten technischen Möglichkeiten, „This Moment“ / „Love Me“, „It Takes Two“ und „Birthday“ nicht.

## Tourdaten
| Datum                | Stadt             | Land                   | Veranstaltungsort                              | Vorband                       |
| Europa               | Europa            | Europa                 | Europa                                         | Europa                        |
| -------------------- | ----------------- | ---------------------- | ---------------------------------------------- | ----------------------------- |
| 7. Mai 2014          | Belfast           | Vereinigtes Königreich | Odyssey Arena                                  | Icona Pop                     |
| 8. Mai 2014          | Belfast           | Vereinigtes Königreich | Odyssey Arena                                  | Icona Pop                     |
| 10. Mai 2014         | Newcastle         | Vereinigtes Königreich | Metro Radio Arena                              | Icona Pop                     |
| 11. Mai 2014         | Nottingham        | Vereinigtes Königreich | Capital FM Arena Nottingham                    | Icona Pop                     |
| 13. Mai 2014         | Birmingham        | Vereinigtes Königreich | Genting Arena                                  | Icona Pop                     |
| 14. Mai 2014         | Birmingham        | Vereinigtes Königreich | Genting Arena                                  | Icona Pop                     |
| 17. Mai 2014         | Glasgow           | Vereinigtes Königreich | The SSE Hydro                                  | Icona Pop                     |
| 18. Mai 2014         | Glasgow           | Vereinigtes Königreich | The SSE Hydro                                  | Icona Pop                     |
| 20. Mai 2014         | Manchester        | Vereinigtes Königreich | Manchester Arena                               | Icona Pop                     |
| 21. Mai 2014         | Liverpool         | Vereinigtes Königreich | Echo Arena                                     | Icona Pop                     |
| 23. Mai 2014         | Sheffield         | Vereinigtes Königreich | Motorpoint Arena Sheffield                     | Icona Pop                     |
| 24. Mai 2014         | Manchester        | Vereinigtes Königreich | Phones 4u Arena                                | Icona Pop                     |
| 25. Mai 2014 ¹       | Glasgow           | Vereinigtes Königreich | Glasgow Green                                  | nicht verfügbar               |
| 27. Mai 2014         | London            | Vereinigtes Königreich | The O2 Arena                                   | Icona Pop                     |
| 28. Mai 2014         | London            | Vereinigtes Königreich | The O2 Arena                                   | Icona Pop                     |
| 30. Mai 2014         | London            | Vereinigtes Königreich | The O2 Arena                                   | Icona Pop                     |
| 31. Mai 2014         | London            | Vereinigtes Königreich | The O2 Arena                                   | Icona Pop                     |
| Nordamerika          |                   |                        |                                                |                               |
| 22. Juni 2014        | Raleigh           | Vereinigte Staaten     | PNC Arena                                      | Capital Cities Ferras         |
| 24. Juni 2014        | Washington, D.C.  | Vereinigte Staaten     | Verizon Center                                 | Capital Cities Ferras         |
| 25. Juni 2014        | Washington, D.C.  | Vereinigte Staaten     | Verizon Center                                 | Capital Cities Ferras         |
| 27. Juni 2014        | Nashville         | Vereinigte Staaten     | Bridgestone Arena                              | Capital Cities Ferras         |
| 28. Juni 2014        | Atlanta           | Vereinigte Staaten     | Philips Arena                                  | Capital Cities Ferras         |
| 30. Juni 2014        | Tampa             | Vereinigte Staaten     | Amalie Arena                                   | Capital Cities Ferras         |
| 2. Juli 2014         | Sunrise           | Vereinigte Staaten     | BB&T Center                                    | Capital Cities Ferras         |
| 3. Juli 2014         | Miami             | Vereinigte Staaten     | American Airlines Arena                        | Capital Cities Ferras         |
| 7. Juli 2014         | Uncasville        | Vereinigte Staaten     | Mohegan Sun Arena                              | Capital Cities Ferras         |
| 9. Juli 2014         | New York          | Vereinigte Staaten     | Madison Square Garden                          | Capital Cities Ferras         |
| 11. Juli 2014        | Newark            | Vereinigte Staaten     | Prudential Center                              | Capital Cities Ferras         |
| 12. Juli 2014        | Newark            | Vereinigte Staaten     | Prudential Center                              | Capital Cities Ferras         |
| 15. Juli 2014        | Montreal          | Kanada                 | Bell Centre                                    | Capital Cities Ferras         |
| 16. Juli 2014        | Ottawa            | Kanada                 | Canadian Tire Centre                           | Capital Cities Ferras         |
| 18. Juli 2014        | Toronto           | Kanada                 | Air Canada Centre                              | Capital Cities Ferras         |
| 19. Juli 2014        | Toronto           | Kanada                 | Air Canada Centre                              | Capital Cities Ferras         |
| 21. Juli 2014        | Toronto           | Kanada                 | Air Canada Centre                              | Capital Cities Ferras         |
| 22. Juli 2014        | Pittsburgh        | Vereinigte Staaten     | Consol Energy Center                           | Capital Cities Ferras         |
| 24. Juli 2014        | Brooklyn          | Vereinigte Staaten     | Barclays Center                                | Capital Cities Ferras         |
| 25. Juli 2014        | Brooklyn          | Vereinigte Staaten     | Barclays Center                                | Capital Cities Ferras         |
| 1. August 2014       | Boston            | Vereinigte Staaten     | TD Garden                                      | Capital Cities Ferras         |
| 2. August 2014       | Boston            | Vereinigte Staaten     | TD Garden                                      | Capital Cities Ferras         |
| 4. August 2014       | Philadelphia      | Vereinigte Staaten     | Wells Fargo Center                             | Capital Cities Ferras         |
| 5. August 2014       | Philadelphia      | Vereinigte Staaten     | Wells Fargo Center                             | Capital Cities Ferras         |
| 7. August 2014       | Chicago           | Vereinigte Staaten     | United Center                                  | Capital Cities Ferras         |
| 8. August 2014       | Chicago           | Vereinigte Staaten     | United Center                                  | Capital Cities Ferras         |
| 10. August 2014      | Grand Rapids      | Vereinigte Staaten     | Van Andel Arena                                | Kacey Musgraves Ferras        |
| 11. August 2014      | Auburn Hills      | Vereinigte Staaten     | The Palace of Auburn Hills                     | Kacey Musgraves Ferras        |
| 13. August 2014      | Columbus          | Vereinigte Staaten     | Nationwide Arena                               | Kacey Musgraves Ferras        |
| 14. August 2014      | Cleveland         | Vereinigte Staaten     | Quicken Loans Arena                            | Kacey Musgraves Ferras        |
| 16. August 2014      | Louisville        | Vereinigte Staaten     | KFC Yum! Center                                | Kacey Musgraves Ferras        |
| 17. August 2014      | St. Louis         | Vereinigte Staaten     | Scottrade Center                               | Kacey Musgraves Ferras        |
| 19. August 2014      | Kansas City       | Vereinigte Staaten     | Sprint Center                                  | Kacey Musgraves Ferras        |
| 20. August 2014      | Lincoln           | Vereinigte Staaten     | Pinnacle Bank Arena                            | Kacey Musgraves Ferras        |
| 22. August 2014      | Minneapolis       | Vereinigte Staaten     | Target Center                                  | Kacey Musgraves Ferras        |
| 23. August 2014      | Fargo             | Vereinigte Staaten     | Fargodome                                      | Kacey Musgraves Ferras        |
| 26. August 2014      | Winnipeg          | Kanada                 | MTS Centre                                     | Kacey Musgraves Ferras        |
| 28. August 2014      | Saskatoon         | Kanada                 | Credit Union Centre                            | Kacey Musgraves Ferras        |
| 29. August 2014      | Calgary           | Kanada                 | Scotiabank Saddledome                          | Kacey Musgraves Ferras        |
| 31. August 2014      | Edmonton          | Kanada                 | Rexall Place                                   | Kacey Musgraves Ferras        |
| 1. September 2014    | Edmonton          | Kanada                 | Rexall Place                                   | Kacey Musgraves Ferras        |
| 9. September 2014    | Vancouver         | Kanada                 | Rogers Arena                                   | Kacey Musgraves Ferras        |
| 10. September 2014   | Vancouver         | Kanada                 | Rogers Arena                                   | Kacey Musgraves Ferras        |
| 12. September 2014   | Portland          | Vereinigte Staaten     | Moda Center                                    | Tegan and Sara Ferras         |
| 13. September 2014   | Tacoma            | Vereinigte Staaten     | Tacoma Dome                                    | Tegan and Sara Ferras         |
| 16. September 2014   | Anaheim           | Vereinigte Staaten     | Honda Center                                   | Tegan and Sara Ferras         |
| 17. September 2014   | Anaheim           | Vereinigte Staaten     | Honda Center                                   | Tegan and Sara Ferras         |
| 19. September 2014   | Los Angeles       | Vereinigte Staaten     | Staples Center                                 | Tegan and Sara Ferras         |
| 20. September 2014   | Los Angeles       | Vereinigte Staaten     | Staples Center                                 | Tegan and Sara Ferras         |
| 22. September 2014   | San Jose          | Vereinigte Staaten     | SAP Center                                     | Tegan and Sara Ferras         |
| 23. September 2014   | San Jose          | Vereinigte Staaten     | SAP Center                                     | Tegan and Sara Ferras         |
| 25. September 2014   | Glendale          | Vereinigte Staaten     | Gila River Arena                               | Tegan and Sara Ferras         |
| 26. September 2014   | Las Vegas         | Vereinigte Staaten     | MGM Grand Garden Arena                         | Tegan and Sara Ferras         |
| 29. September 2014   | Salt Lake City    | Vereinigte Staaten     | EnergySolutions Arena                          | Tegan and Sara Ferras         |
| 30. September 2014   | Denver            | Vereinigte Staaten     | Pepsi Center                                   | Tegan and Sara Ferras         |
| 2. Oktober 2014      | Dallas            | Vereinigte Staaten     | American Airlines Center                       | Tegan and Sara Ferras         |
| 3. Oktober 2014      | Dallas            | Vereinigte Staaten     | American Airlines Center                       | Tegan and Sara Ferras         |
| 5. Oktober 2014      | Memphis           | Vereinigte Staaten     | FedExForum                                     | Tegan and Sara Ferras         |
| 6. Oktober 2014      | Tulsa             | Vereinigte Staaten     | BOK Center                                     | Tegan and Sara Ferras         |
| 8. Oktober 2014      | New Orleans       | Vereinigte Staaten     | New Orleans Arena                              | Tegan and Sara Ferras         |
| 10. Oktober 2014     | Houston           | Vereinigte Staaten     | Toyota Center                                  | Becky G Ferras                |
| 11. Oktober 2014     | Houston           | Vereinigte Staaten     | Toyota Center                                  | Becky G Ferras                |
| 14. Oktober 2014     | Monterrey         | Mexiko                 | Arena Monterrey                                | Becky G                       |
| 15. Oktober 2014     | Monterrey         | Mexiko                 | Arena Monterrey                                | Becky G                       |
| 17. Oktober 2014     | Mexiko-Stadt      | Mexiko                 | Palacio de los Deportes                        | Becky G                       |
| 18. Oktober 2014     | Mexiko-Stadt      | Mexiko                 | Palacio de los Deportes                        | Becky G                       |
| Australasien         |                   |                        |                                                |                               |
| 7. November 2014     | Townsville        | Australien             | Townsville Convention and Entertainment Centre | Betty Who                     |
| 8. November 2014     | Townsville        | Australien             | Townsville Convention and Entertainment Centre | Betty Who                     |
| 11. November 2014    | Adelaide          | Australien             | Adelaide Entertainment Centre                  | Betty Who                     |
| 12. November 2014    | Adelaide          | Australien             | Adelaide Entertainment Centre                  | Betty Who                     |
| 14. November 2014    | Melbourne         | Australien             | Rod Laver Arena                                | Betty Who                     |
| 15. November 2014    | Melbourne         | Australien             | Rod Laver Arena                                | Betty Who                     |
| 18. November 2014    | Melbourne         | Australien             | Rod Laver Arena                                | Betty Who                     |
| 19. November 2014    | Melbourne         | Australien             | Rod Laver Arena                                | Betty Who                     |
| 21. November 2014    | Sydney            | Australien             | Allphones Arena                                | Betty Who                     |
| 22. November 2014    | Sydney            | Australien             | Allphones Arena                                | Betty Who                     |
| 24. November 2014    | Sydney            | Australien             | Allphones Arena                                | Betty Who                     |
| 25. November 2014    | Sydney            | Australien             | Allphones Arena                                | Betty Who                     |
| 27. November 2014    | Brisbane          | Australien             | Brisbane Entertainment Centre                  | Betty Who                     |
| 28. November 2014    | Brisbane          | Australien             | Brisbane Entertainment Centre                  | Betty Who                     |
| 30. November 2014    | Brisbane          | Australien             | Brisbane Entertainment Centre                  | Tove Lo                       |
| 1. Dezember 2014     | Brisbane          | Australien             | Brisbane Entertainment Centre                  | Tove Lo                       |
| 4. Dezember 2014     | Melbourne         | Australien             | Rod Laver Arena                                | Tove Lo                       |
| 6. Dezember 2014     | Melbourne         | Australien             | Rod Laver Arena                                | Tove Lo                       |
| 7. Dezember 2014     | Melbourne         | Australien             | Rod Laver Arena                                | Tove Lo                       |
| 10. Dezember 2014    | Melbourne         | Australien             | Rod Laver Arena                                | Tove Lo                       |
| 12. Dezember 2014    | Perth             | Australien             | Perth Arena                                    | Tove Lo                       |
| 13. Dezember 2014    | Perth             | Australien             | Perth Arena                                    | Tove Lo                       |
| 15. Dezember 2014    | Brisbane          | Australien             | Brisbane Entertainment Centre                  | Tove Lo                       |
| 19. Dezember 2014    | Auckland          | Neuseeland             | Vector Arena                                   | Tove Lo                       |
| 20. Dezember 2014    | Auckland          | Neuseeland             | Vector Arena                                   | Tove Lo                       |
| Europa               |                   |                        |                                                |                               |
| 16. Februar 2015     | Barcelona         | Spanien                | Palau Sant Jordi                               | Charli XCX                    |
| 17. Februar 2015     | Montpellier       | Frankreich             | Park&Suites Arena                              | Charli XCX                    |
| 20. Februar 2015     | Lyon              | Frankreich             | Halle Tony Garnier                             | Charli XCX                    |
| 21. Februar 2015     | Mailand           | Italien                | Mediolanum Forum                               | Charli XCX                    |
| 23. Februar 2015     | Prag              | Tschechien             | O2 Arena                                       | Charli XCX                    |
| 24. Februar 2015     | Krakau            | Polen                  | Kraków Arena                                   | Charli XCX                    |
| 26. Februar 2015     | Wien              | Österreich             | Wiener Stadthalle                              | Charli XCX                    |
| 27. Februar 2015     | Bratislava        | Slowakei               | Ondrej Nepela Arena                            | Charli XCX                    |
| 1. März 2015         | Zürich            | Schweiz                | Hallenstadion                                  | Charli XCX                    |
| 2. März 2015         | München           | Deutschland            | Olympiahalle                                   | Charli XCX                    |
| 4. März 2015         | Antwerpen         | Belgien                | Sportpaleis                                    | Charli XCX                    |
| 5. März 2015         | Köln              | Deutschland            | Lanxess Arena                                  | Charli XCX                    |
| 7. März 2015         | Herning           | Dänemark               | Jyske Bank Boxen                               | Charli XCX                    |
| 9. März 2015         | Amsterdam         | Niederlande            | Ziggo Dome                                     | Charli XCX                    |
| 10. März 2015        | Amsterdam         | Niederlande            | Ziggo Dome                                     | Charli XCX                    |
| 12. März 2015        | Hamburg           | Deutschland            | O2 World Hamburg                               | Charli XCX                    |
| 13. März 2015        | Berlin            | Deutschland            | Mercedes-Benz Arena                            | Charli XCX                    |
| 15. März 2015        | Riga              | Lettland               | Arena Riga                                     | Charli XCX                    |
| 18. März 2015        | Helsinki          | Finnland               | Hartwall Arena                                 | Charli XCX                    |
| 20. März 2015        | Oslo              | Norwegen               | Telenor Arena                                  | Charli XCX                    |
| 22. März 2015        | Stockholm         | Schweden               | Ericsson Globe                                 | Charli XCX                    |
| Asien                |                   |                        |                                                |                               |
| 18. April 2015       | Guangzhou         | Volksrepublik China    | Guangzhou Sports Arena                         | The Dolls                     |
| 21. April 2015       | Shanghai          | Volksrepublik China    | Mercedes-Benz Arena                            | The Dolls                     |
| 22. April 2015       | Shanghai          | Volksrepublik China    | Mercedes-Benz Arena                            | The Dolls                     |
| 25. April 2015       | Tokio             | Japan                  | Tokyo Metropolitan Gymnasium                   | The Dolls                     |
| 26. April 2015       | Tokio             | Japan                  | Tokyo Metropolitan Gymnasium                   | The Dolls                     |
| 28. April 2015       | Taipei            | Taiwan                 | Taipei Arena                                   | Ferras                        |
| 1. Mai 2015          | Macau             | Volksrepublik China    | CotaiArena                                     | The Dolls                     |
| 2. Mai 2015          | Macau             | Volksrepublik China    | CotaiArena                                     | The Dolls                     |
| 7. Mai 2015          | Manila            | Philippinen            | Philippine Arena                               | The Dolls                     |
| 9. Mai 2015          | Jakarta           | Indonesien             | Indonesia Convention Exhibition                | The Dolls                     |
| 11. Mai 2015         | Singapur          | Singapur               | Singapore Indoor Stadium                       | The Dolls                     |
| 14. Mai 2015         | Bangkok           | Thailand               | Impact Arena                                   | The Dolls                     |
| Lateinamerika        |                   |                        |                                                |                               |
| 22. September 2015   | Lima              | Peru                   | Jockey Club del Perú                           | Gala Brie                     |
| 25. September 2015   | São Paulo         | Brasilien              | Allianz Arena                                  | AlunaGeorge                   |
| 27. September 2015 ² | Rio de Janeiro    | Brasilien              | Cidade do Rock                                 | Cidade Negra AlunaGeorge A-ha |
| 29. September 2015   | Curitiba          | Brasilien              | Pedreira Paulo Leminski                        | Tinashe                       |
| 3. Oktober 2015      | Buenos Aires      | Argentinien            | Hipodromo de Palermo                           | Tinashe Lali Espósito         |
| 6. Oktober 2015      | Santiago de Chile | Chile                  | Pista Atletica Estadio Nacional                | Tinashe                       |
| 9. Oktober 2015      | Bogotá            | Kolumbien              | Parque Deportivo 222                           | Tinashe Durazno               |
| 12. Oktober 2015     | San Juan          | Puerto Rico            | José Miguel Agrelot Coliseum                   | nicht verfügbar               |
| 15. Oktober 2015     | Panama-Stadt      | Panama                 | Plaza Figali                                   | Tinashe                       |
| 18. Juli 2016        | Alajuela          | Costa Rica             | Parque Viva                                    | Tinashe                       |

Perry hat bei dieser Tour – trotz Erkältungen – keine Show abgesagt oder abgebrochen.
Festivals
¹ Dieses Konzert ist ein Teil des Radio 1’s Big Weekend

² Dieses Konzert ist ein Teil des Rock in Rio-Festivals